# Yvorne
Yvorne (/ivɔʀn/) est une commune suisse du canton de Vaud, située dans le district d'Aigle.

## Géographie

### Situation

Yvorne et son vignoble vus du sud-ouest.

Le territoire d'Yvorne s'étend sur 12,2 km2. Lors du relevé de 2013-2018, les surfaces d'habitations et d'infrastructures représentaient 9,9 % de sa superficie, les surfaces agricoles 47,2 %, les surfaces boisées 39,3 % et les surfaces improductives 3,5 %.
La commune d'Yvorne comprend le village d'Yvorne et les hameaux de Versvey, Vers-Morey et Vers-Monthey.

### Carrière de Truchefardel
Au lieu-dit Truchefardel ou La Coche, en bordure de la route, une carrière de marbre jaspé (Malm coralligène) a été exploitée par des carriers anonymes dès le XVIIe siècle, puis par les marbriers Doret au XVIIIe siècle et XIXe siècle. En 1756, Vincent Doret y construit une scie à marbre. Ce matériau, qui se distingue par sa riche coloration alliant le gris, le rouge et le jaune avec des veines noires et blanches, a connu une gloire certaine, puisqu'il a été exporté dans un large rayon, notamment dans tout le Pays de Vaud, ainsi qu'à Berne, à Genève et à Lyon. Parmi les nombreuses utilisations de ce matériau, on peut citer les colonnes du portail de l'hôtel de ville de la Palud, à Lausanne (1674). De 1905 à 1921, cette carrière est exploitée par la Société des carrières d'Arvel, à qui elle appartient, et où celle-ci exploite principalement de la pierre de taille et de marbrerie sous l'appellation de « Rouge suisse » et « Gris suisse ». Cette carrière a également fourni, en 1913-1914, les matériaux utilisés pour la construction du mur de tête suisse du tunnel du Mont-d'Or. La carrière est fermée en 1921.

### Transports
Depuis Yvorne, le col des Agites permet de rejoindre la vallée de l'Hongrin.

## Toponymie
Le nom de la commune, qui se prononce /ivɔʀn/, dérive très vraisemblablement du nom de personne latin féminin Eburna et signifie domaine d'Eburna.
Sa première occurrence écrite date de 1025-1031, sous la forme d'Evurna.
Son nom en patois vaudois est Èvouêrna.

## Histoire

Photo aérienne (1952).

On y découvrit une nécropole de l'âge du bronze, une route romaine dans la plaine du Rhône, deux milliaires (47 apr. J.-C. et époque constantinienne) et des tombes du haut Moyen Âge. L'abbaye de Saint-Maurice possédait des biens et des droits à Yvorne dès le XIIe siècle, en relation avec la maison d'Ollon, fondée par l'abbé Rodolphe (1153-1168). Partie du Chablais savoyard, Yvorne fut rattaché par Berne au gouvernement d'Aigle dès 1475. Le village passa au district d'Aigle en 1798.
En 1584, un éboulement détruisit une grande partie des maisons, reconstruites plus à l'est en 1607-1608. Un vignoble fut planté sur l'éboulis, qui lui donna son nom en patois (L'Ovaille). La Maison Blanche, édifiée en 1573 et reconstruite en 1609 par Antoine d'Erlach, servit de résidence d'été aux gouverneurs d'Aigle, puis passa à la famille Sinner. Yvorne releva d'Aigle jusqu'en 1828 et fut érigé en paroisse (1833-1845, dès 1862 avec Corbeyrier et, jusqu'en 1936, Roche ; temple de 1838). Une nouvelle route relia Yvorne à Aigle en 1909 ; l'autoroute A9 et le Relais du Chablais ouvrirent en 1981. Yvorne est resté une commune viticole ; la plaine est vouée à la céréaliculture et à l'horticulture.

## Politique
La commune d'Yvorne a mené en 2010 un projet de fusion avec les communes voisines de Leysin et d'Aigle. Le projet, bien qu'accepté par les habitants d'Yvorne et de Leysin, a été refusé par les Aiglons pour 43 voix en votation populaire le 26 septembre 2010 :
| Commune | Oui          | Non          | Abstentions |
| ------- | ------------ | ------------ | ----------- |
| Aigle   | 1 168 (49 %) | 1 211 (51 %) | 42          |
| Leysin  | 455 (53 %)   | 403 (47 %)   | 13          |
| Yvorne  | 252 (52 %)   | 232 (48 %)   | 8           |

La nouvelle commune d'Aigle aurait rassemblé les 13 100 habitants des trois communes initiales, sur un territoire de 47,09 km2. La municipalité aurait été portée à neuf membres et le conseil communal à cent conseillers. Des arrondissements électoraux auraient alors été mis  en place pour garantir la représentation des minorités au sein des conseils.

## Population

### Gentilés et surnoms
Les habitants de la commune se nomment les Vuargnérans ou Vouarnerans ou les Yvornans (lè Èvouêrna en patois vaudois).
Ils sont surnommés les Quemanlet (coins de fer servant à traîner les troncs en patois vaudois), les Vouivre (les vipères) et les Bocan (les Boucs) ,.
Les habitants du hameau de Versvey sont surnommés les Vers-Luisants.

### Démographie

#### Évolution de la population
La commune compte 1 105 habitants au 31 décembre 2023 pour une densité de population de 91 hab/km2. Sur la période 2010-2023, sa population a augmenté de 12,5 % (canton : 18,6 % ; Suisse : 9,4 %).  

#### Pyramide des âges
En 2023, le taux de personnes de moins de 30 ans s'élève à 30,1 %, au-dessous de la valeur cantonale (34,6 %). Le taux de personnes de plus de 60 ans est quant à lui de 25,3 %, alors qu'il est de 22,5 % au niveau cantonal.
La même année, la commune compte 553 hommes pour 552 femmes, soit un taux de 50 % d'hommes, supérieur à celui du canton (49,1 %).
| Hommes | Classe d’âge | Femmes |
| ------ | ------------ | ------ |
| 0,2    | 90 ans ou +  | 1,8    |
| 7,8    | 75 à 89 ans  | 6,5    |
| 15,6   | 60 à 74 ans  | 18,7   |
| 24,4   | 45 à 59 ans  | 22,6   |
| 20,4   | 30 à 44 ans  | 21,7   |
| 12,8   | 15 à 29 ans  | 13,9   |
| 18,8   | - de 14 ans  | 14,7   |

| Hommes | Classe d’âge | Femmes |
| ------ | ------------ | ------ |
| 0,6    | 90 ans ou +  | 1,4    |
| 6,5    | 75 à 89 ans  | 8,7    |
| 13,5   | 60 à 74 ans  | 14,3   |
| 20,9   | 45 à 59 ans  | 20,9   |
| 22,3   | 30 à 44 ans  | 21,7   |
| 19,6   | 15 à 29 ans  | 17,7   |
| 16,6   | - de 14 ans  | 15,3   |

## Culture et patrimoine

### Patrimoine bâti
- Le château de Maison Blanche[20]
- Temple réformé (1835-1838), par l'architecte Jean Gunthert[21].
- Cure (1837) par l'architecte lausannois Henri Perregaux[22],[23].
- École (1871) par l'architecte François Jaquerod.

Yvorne fait partie de l'association Les plus beaux villages de Suisse,.

### Personnalités liées à la commune
- Alphonse Mex (écrivain) y est né en 1888.

### Héraldique
| Blason | Blasonnement : « Coupé d'or à la lettre Y de sable, et de sable à la grappe de raisin d’or. » |